# Esercito Unito Liberatore di Cile
L'Esercito Unito Liberatore di Cile (Ejército Unido Libertador de Chile) è stata una forza armata militare attiva dal 1817 al 1820 e formatasi dopo la battaglia di Chacabuco dall'unione delle unità dell'Esercito delle Ande e dalle nuove truppe dell'Esercito di Cile organizzato dal nuovo governo di Bernardo O'Higgins. Fu comandato da José de San Martín e dai suoi luogotenenti O'Higgins (durante la Campaña del Sur) e da Estanislao Soler. Ha combattuto a Curapalihue, Cerro Gavilán, Talcahuano, Cancha Rayanda e Maipú.
Dopo la vittoria a Maipú, il governo di Bernardo O'Higgins riorganizzò le unità dell'Esercito Unito per poterle implementare nella posteriore Spedizione Liberatrice del Perù del 1820. A questo nuovo corpo armato si incorporarono per la prima volta gli stendarti con i colori dell'attuale bandiera del Cile con tre stelle che simbolizzano i paesi impegnati nella liberazione del Perù (Argentina, Cile e Perù). Oggi, questi stendardi sono conservati nel Museo nazionale di archeologia, antropologia e storia del Perù, nella città di Lima.